# Aristokles aus Sikyon
Aristokles aus Sikyon (altgriechisch Ἀριστοκλῆς) war ein griechischer Erzbildner aus Sikyon, der wohl in der zweiten Hälfte des 6. Jahrhunderts v. Chr. tätig war.
Aristokles war Bruder des berühmten Bildhauers Kanachos aus Sikyon und stand in der Bekanntheit und Bedeutung seinem Bruder kaum nach. Mit seinem Bruder machte er seine Heimatstadt Sikyon zu einem Zentrum der Bildhauerkunst und der Erzgießerei. Pausanias überliefert eine mindestens siebengliedrige Folge von Schülern, die über einen Zeitraum von mehr als 100 Jahren zu verfolgen ist. Zu ihnen gehören unter anderem Synnoon von Aigina, dessen Sohn Ptolichos, Sostratos von Chios und dessen Sohn Pantias.
Seine Arbeit ist nur noch in einem Werk durch spätere literarische Überlieferung bei Antipatros von Sidon erschließbar. So soll er eine Muse mit einer Leier gefertigt haben, die zu einer Dreiergruppe gehörte, bei der sein Bruder und Hageladas die anderen Statuen beisteuerten.
Nicht beweisbar ist eine Identität mit einem gleichnamigen Bildhauer aus derselben Zeit, der in Attika arbeitete, doch war ein Bildhauer mit demselben Namen sein Enkel, womit Kleoitas, der Erfinder der ersten Startboxen für Pferde in Olympia, sein Sohn wäre.